# Orf (Krankheit)

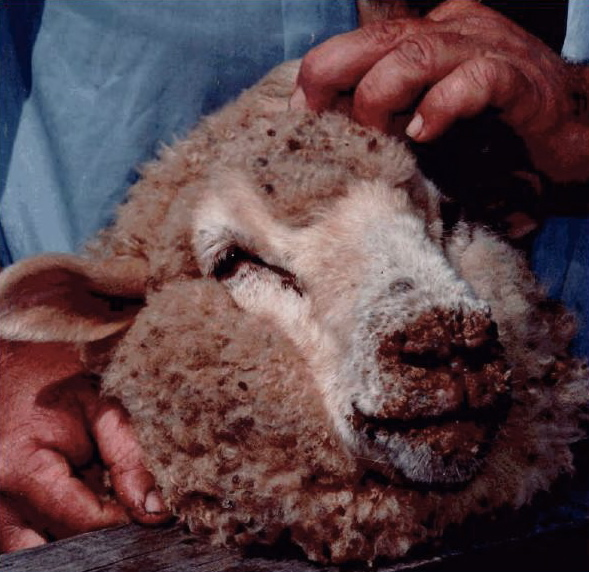
Schaf mit Lippengrind (labial)

Orf (Ecthyma contagiosum, Ansteckende Pustulardermatitis, Lippengrind der kleinen Wiederkäuer, Maul- und Fußgrind, Dermatitis pustulosa oder Peristomatitis pustulosa contagiosa ovina) ist eine Hautkrankheit und Allgemeininfektion der Schafe, Ziegen, Gämsen, Rentiere und Moschusochsen und wird durch das Orf-Virus (Parapoxvirus ovis), das zur Gattung Parapoxvirus (PPV) aus der Familie Poxviridae gehört, verursacht.

## Allgemeines
Die Krankheit hat einen zyklischen Verlauf. Neben der Allgemeininfektion kommen auch lokale und latente Infektionen vor.

## Epidemiologie
Orf ist weltweit verbreitet und hoch ansteckend. Die Übertragung erfolgt durch Kontakt, über die Luft und über abgefallene Krusten und Borken. Auch über Felle, Wolle und Fleisch kann die Ansteckung erfolgen. Lämmer werden schon bei der Geburt oder später angesteckt. Die Morbidität ist sehr hoch, die Mortalität nur bei 1 %, wenn auch bei Lämmern teilweise 20 bis 50 %. Virusreservoir sind latent infizierte ältere Tiere.
Menschen und Affen sind empfänglich. Personen, die in engem Kontakt mit den Wiederkäuern stehen, werden infiziert. Das Virus ruft allerdings beim Menschen nur kleine Hautausschläge hervor.

## Pathogenese, Pathologie
Das Virus wird über Schleimhäute und kleine Hautverletzungen aufgenommen. Dann erfolgt eine örtliche Virusvermehrung mit anschließender Ausschwemmung in die Blut- und Lymphbahn in die lymphatischen Organe und die Leber, wo sich das Virus vermehrt. Anschließend erfolgt meist eine weitere Ausschwemmung und die Viren setzen sich an den typischen Örtlichkeiten der Haut fest. Dieser Zyklus kann jederzeit auch unterbrochen werden.

## Klinik
Die Inkubationszeit beträgt 3 bis 8 Tage.
Die labiale Form („Lippengrind“, „Maulgrind“) zeigt sich in Form erbsengroßer Bläschen und Pusteln an den Lippen, die sich auf Nase, Augenlider und Ohren ausdehnen können. Durch Eintrocknung kommt es zu dunklen Krusten, die nach 3 Wochen abheilen.
Die podale Form („Fußgrind“) manifestiert sich durch Pusteln am Kronrand und zwischen den Klauen, die sehr schmerzhaft sind.
Die genitale Form zeigt sich in Pusteln an Euter (teils mit Mastitis), Innenseite der Oberschenkel, Scham und Vorhaut.
Die maligne (bösartige) Form ist durch eine Erregervermehrung auch in den inneren Organen gekennzeichnet und äußert sich in Fieber, Mattigkeit, Lymphknotenschwellung, Lungenentzündung und Ödemen. Die Genesung erstreckt sich über Wochen. Vor allem Lämmer können verhungern, weil Wucherungen im Maul, Rachen, Speiseröhre und Magen zu einer Fressunlust führen.

## Immunologie
Genesene Tiere sind immun. Die Immunität ist je nach Ausprägung aber nicht stabil.

## Diagnose
Die Diagnose kann durch den elektronenmikroskopischen Nachweis der Viren in den Krusten gestellt werden. Auch ein ELISA ist möglich. Länger dauert die Anzüchtung in Kulturen. Drei Wochen nach der Infektion ist auch der indirekte Nachweis über PPV-Antikörper möglich.

## Bekämpfung
Die Bekämpfung kann durch eine Schutzimpfung mit einem Lebendimpfstoff erfolgen. Auch Lämmer müssen geimpft werden, da die Muttertierimpfung nicht ausreichend ist. In Deutschland ist jedoch kein Impfstoff zugelassen.

## Rechtliche Bestimmungen
Orf kann auch auf Menschen übertragen werden, gehört also zu den Zoonosen. Die Erkrankung gehört jedoch nicht zu den nach dem deutschen Infektionsschutzgesetz (2000) oder der europäischen Zoonosen-Überwachungsrichtlinie (2003/99/EG) gelisteten meldepflichtigen Infektionen. Die früher bestehende Meldepflicht nach der Verordnung für meldepflichtige Tierkrankheiten wurde aufgehoben.